# سیارک ۴۲۶۰
سیارک ۴۲۶۰ (به انگلیسی: 4260 Yanai، نامگذاری:1989AX) چهار هزار و دویست و شصتمین سیارک کشف شده‌است که در ۴ ژانویه ۱۹۸۹ کشف شد.
قدر مطلق سیارک برابر ۱۲٫۲۰ است.